# Olympische Sommerspiele 1936/Wasserspringen
Bei den XI. Olympischen Sommerspielen 1936 in Berlin fanden vier Wettbewerbe im Wasserspringen statt, je zwei für Frauen und Männer. Austragungsort war das Olympia-Schwimmstadion auf dem Reichssportfeld im Bezirk Charlottenburg. Pro teilnehmender Nation waren maximal drei Teilnehmer zugelassen.

## Bilanz

### Medaillenspiegel
| Platz | Land               | Gold | Silber | Bronze | Gesamt |
| ----- | ------------------ | ---- | ------ | ------ | ------ |
| 1     | Vereinigte Staaten | 4    | 4      | 2      | 10     |
| 2     | Deutsches Reich    | –    | –      | 2      | 2      |

### Medaillengewinner
| Konkurrenz        | Gold            | Silber         | Bronze        |
| ----------------- | --------------- | -------------- | ------------- |
| Kunstspringen 3 m | Richard Degener | Marshall Wayne | Alan Greene   |
| Turmspringen 10 m | Marshall Wayne  | Elbert Root    | Hermann Stork |

| Konkurrenz        | Gold              | Silber          | Bronze          |
| ----------------- | ----------------- | --------------- | --------------- |
| Kunstspringen 3 m | Marjorie Gestring | Katherine Rawls | Dorothy Poynton |
| Turmspringen 10 m | Dorothy Poynton   | Velma Dunn      | Käthe Köhler    |

## Ergebnisse Männer

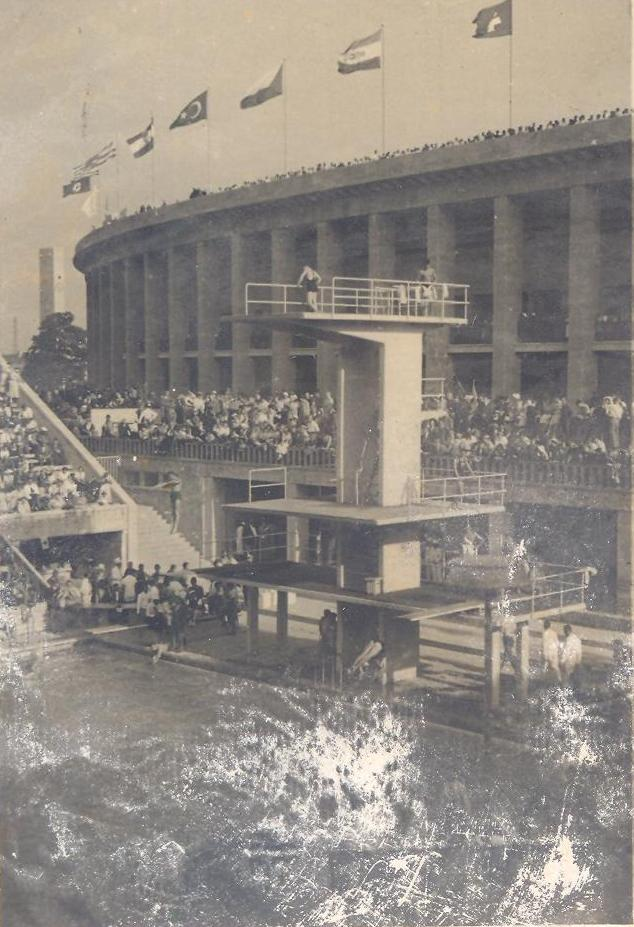
Wasserspringen, Olympische Sommerspiele 1936

### Kunstspringen 3 m
| Platz | Land | Sportler                 | Punkte |
| ----- | ---- | ------------------------ | ------ |
| 1     | USA  | Richard Degener          | 163,57 |
| 2     | USA  | Marshall Wayne           | 159,56 |
| 3     | USA  | Alan Greene              | 146,29 |
| 4     | JPN  | Tsuneo Shibahara         | 144,92 |
| 5     | GER  | Erhard Weiß              | 141,24 |
| 6     | GER  | Leo Esser                | 137,99 |
| 7     | GER  | Winfried Mahraun         | 134,61 |
| 8     | JPN  | Tomio Koyanagi           | 133,07 |
| 9     | TCH  | Franz Leikert            | 131,98 |
| 10    | YUG  | Branko Ziherl            | 125,26 |
| 11    | EGY  | Ismael Ramzi             | 121,67 |
| 12    | FRA  | Roger Heinkelé           | 117,72 |
| 13    | FIN  | Ilmari Niemeläinen       | 116,80 |
| 14    | AUS  | Ron Masters              | 115,72 |
| 15    | TCH  | Josef Nesvadba           | 111,44 |
| 15    | NED  | Hans Haasmann            | 111,44 |
| 17    | AUT  | Karl Steiner             | 109,54 |
| 18    | HUN  | László Hidvégi           | 107,49 |
| 19    | EGY  | Ahmed Ibrahim Kamel      | 105,02 |
| 20    | GBR  | Frederick Hodges         | 102,98 |
| 21    | SUI  | Frédéric Boeni           | 095,84 |
| 22    | HUN  | László Hódi              | 085,42 |
| 23    | SUI  | Max Happle               | 080,24 |
|       | PER  | Alfredo Alvárez Calderon | 0DNF   |

Datum: 10. und 11. August 1936 

24 Teilnehmer aus 15 Ländern
Der Wettbewerb wurde jeweils ab 8:00 Uhr ausgetragen, im 20 × 20 Meter großen Sprungbecken des Schwimmstadions. Gezeigt werden mussten je fünf Pflicht- und Kürsprünge. Die Pflichtsprünge waren ein Salto vorwärts, ein Kopfsprung rückwärts aus dem Stand, ein Auerbachsprung mit Anlauf, ein Salto vorwärts, rücklings aus dem Stand sowie ein halber Bohrer vorwärts mit Anlauf. Die Kür wurde aus der Sprungtabelle mit 24 Sprüngen in fünf Gruppen ausgesucht. Der größte Schwierigkeitsgrad von 2,3 beinhaltete anderthalb Auerbachsalto oder anderthalb Salto vorwärts mit ganzer Schraube, jeweils mit Anlauf. Der Peruaner Calderon führte nicht alle verlangten Sprünge aus, weshalb er auf den letzten Platz gesetzt wurde. Alle drei Medaillen gingen an Sportler aus den Vereinigten Staaten, die am 16. August ein Schauspringen veranstalteten.

### Turmspringen 10 m
| Platz | Land | Sportler           | Punkte |
| ----- | ---- | ------------------ | ------ |
| 1     | USA  | Marshall Wayne     | 113,58 |
| 2     | USA  | Elbert Root        | 110,60 |
| 3     | GER  | Hermann Stork      | 110,31 |
| 4     | GER  | Erhard Weiß        | 110,15 |
| 5     | USA  | Frank Kurtz        | 108,61 |
| 6     | JPN  | Tsuneo Shibahara   | 107,40 |
| 7     | GER  | Siegfried Viebahn  | 105,00 |
| 8     | JPN  | Tomio Koyanagi     | 094,54 |
| 9     | GBR  | Doug Tomalin       | 094,14 |
| 10    | ITA  | Carlo Dibiasi      | 090,66 |
| 11    | HUN  | László Hódi        | 089,25 |
| 12    | EGY  | Rauf Abdul Seoud   | 088,78 |
| 13    | EGY  | Khalil Ibrahim     | 088,08 |
| 14    | FIN  | Ilmari Niemeläinen | 087,60 |
| 15    | AUS  | Ron Masters        | 086,95 |
| 16    | TCH  | Franz Leikert      | 086,72 |
| 17    | ITA  | Ferrero Marianetti | 082,78 |
| 18    | HUN  | László Hidvégi     | 080,14 |
| 19    | TCH  | Václav Kacl        | 080,04 |
| 20    | YUG  | Branko Ziherl      | 078,28 |
| 21    | NOR  | Sam Melberg        | 077,76 |
| 22    | ITA  | Franco Ferraris    | 077,60 |
| 23    | SWE  | Gösta Ölander      | 076,84 |
| 24    | MEX  | Jesús Flores Albo  | 073,28 |
| 25    | CAN  | George Athans      | 070,06 |
| 26    | TCH  | Josef Nesvadba     | 060,02 |

Datum: 14. und 15. August 1936 

26 Teilnehmer aus 15 Ländern
Der Wettbewerb wurde am 14. August ab 8:30 Uhr und am 15. August ab 10:00 Uhr ausgetragen. Veranstaltungsort war das 20 × 20 Meter große Sprungbecken des Schwimmstadions. Gezeigt werden mussten je vier Pflicht- und Kürsprünge vom 10-Meter-Turm. Die Pflichtsprünge waren ein Kopfsprung vorwärts aus dem Stand, ein Kopfsprung vorwärts mit Anlauf, ein Salto rückwärts aus dem Stand und ein Auerbachsprung aus dem Stand. Den größten Schwierigkeitsgrad von 2,3 bei den Kürsprüngen hatten der Doppelsalto rückwärts aus dem Stand sowie der anderthalb Auerbachsalto mit Anlauf oder fliegend.

## Ergebnisse Frauen

### Kunstspringen 3 m
| Platz | Land | Sportlerin             | Punkte |
| ----- | ---- | ---------------------- | ------ |
| 1     | USA  | Marjorie Gestring      | 89,27  |
| 2     | USA  | Katherine Rawls        | 88,35  |
| 3     | USA  | Dorothy Poynton        | 82,36  |
| 4     | GER  | Gerda Daumerlang       | 78,27  |
| 5     | GER  | Olga Jensch-Jordan     | 77,98  |
| 6     | JPN  | Masayo Ōsawa           | 73,94  |
| 7     | GER  | Suse Heinze            | 71,49  |
| 8     | JPN  | Fusako Kōno            | 70,27  |
| 9     | GBR  | Betty Slade            | 69,95  |
| 10    | CAN  | Lynda Adams            | 67,44  |
| 11    | NOR  | Inger Nordbø           | 65,94  |
| 12    | AUT  | Magdalena Staudinger   | 65,76  |
| 13    | GBR  | Katinka Larsen         | 64,00  |
| 14    | SUI  | Annie Villiger         | 62,38  |
| 15    | CAN  | Thelma Boughner        | 60,04  |
| 16    | FRA  | Cecile Lesprit-Poirier | 58,86  |

Datum: 12. August 1936 

16 Teilnehmerinnen aus 9 Ländern
Der Wettbewerb begann um 8:00 Uhr, Veranstaltungsort war das 20 × 20 Meter große Sprungbecken des Schwimmstadions. Gezeigt werden mussten drei Pflicht- und vier Kürsprüngen vom 3-Meter-Brett. Die Pflichtsprünge waren ein Salto vorwärts mit Anlauf, ein Kopfsprung rückwärts aus dem Stand und ein Auerbachsprung mit Anlauf. In der Sprungtabelle für die Kür standen 14 Sprünge, davon mit dem höchsten Schwierigkeitsgrad von 2,0 der Auerbachsalto mit Anlauf und der anderthalb Salto vorwärts, rücklings, gehechtet oder gehockt. Alle drei Medaillen gingen an Sportler aus den Vereinigten Staaten. Marjorie Gestring wurde im Alter von 13 Jahren und 266 Tagen die jüngste Olympiasiegerin überhaupt.

### Turmspringen 10 m
| Platz | Land | Sportlerin             | Punkte |
| ----- | ---- | ---------------------- | ------ |
| 1     | USA  | Dorothy Poynton        | 33,93  |
| 2     | USA  | Velma Dunn             | 33,63  |
| 3     | GER  | Käthe Köhler           | 33,43  |
| 4     | JPN  | Reiko Ōsawa            | 32,53  |
| 5     | USA  | Cornelia Gilissen      | 30,47  |
| 6     | JPN  | Fusako Kōno            | 30,24  |
| 7     | GBR  | Jean Gilbert           | 30,16  |
| 8     | GER  | Anne Ehscheidt         | 29,90  |
| 9     | SWE  | Ingeborg Sjöqvist      | 29,67  |
| 10    | SWE  | Ann-Margret Nirling    | 29,20  |
| 11    | GER  | Anneliese Kapp         | 28,66  |
| 12    | NOR  | Inger Nordbø           | 28,62  |
| 13    | NOR  | Tullik Helsing         | 28,40  |
| 14    | JPN  | Masayo Ōsawa           | 28,10  |
| 15    | DEN  | Mette Gregaard         | 27,54  |
| 16    | AUT  | Therese Rampel         | 27,16  |
| 17    | DEN  | Gida Andersen          | 27,08  |
| 18    | GBR  | Madge Moulton          | 26,62  |
| 19    | CAN  | Lynda Adams            | 26,52  |
| 20    | FRA  | Cecile Lesprit-Poirier | 25,56  |
| 21    | AUT  | Magdalena Staudinger   | 25,04  |
| 22    | CAN  | Thelma Boughner        | 24,30  |

Datum: 13. August 1936 

22 Teilnehmerinnen aus 10 Ländern
Der Wettbewerb begann um 8:30 Uhr, Veranstaltungsort war das 20 × 20 Meter große Sprungbecken des Schwimmstadions. Gezeigt werden mussten vier Pflichtsprünge vom 5-Meter-Turm und vom 10-Meter-Turm. Die Pflichtsprünge waren ein Kopfsprung vorwärts mit Anlauf (5 Meter), ein Kopfsprung vorwärts aus dem Stand (10 Meter), ein Kopfsprung vorwärts mit Anlauf (10 Meter) und einem Salto rückwärts aus dem Stand (5 Meter).